# Liste der Erzbischöfe von Riga

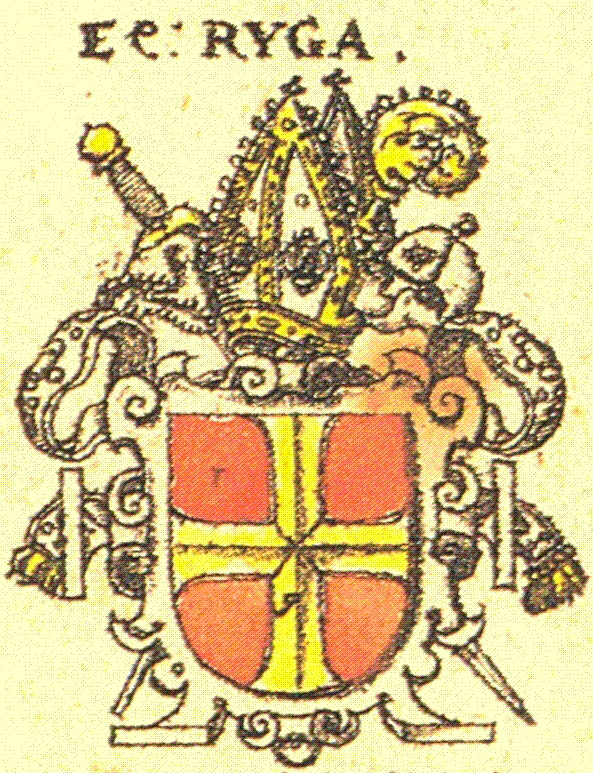
Wappen des Erzbistums Riga

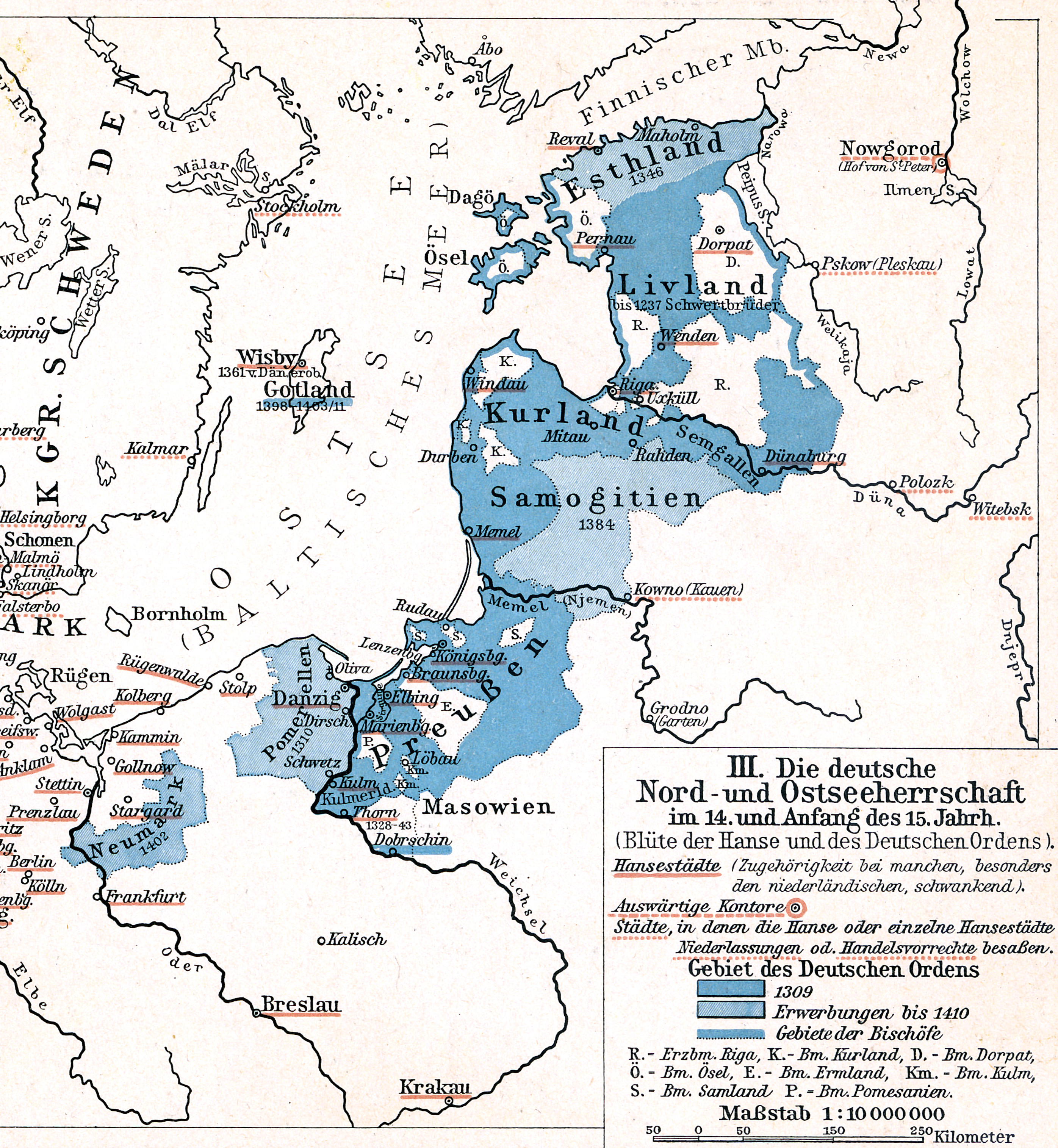
Lage des Bistums im Deutschordensland

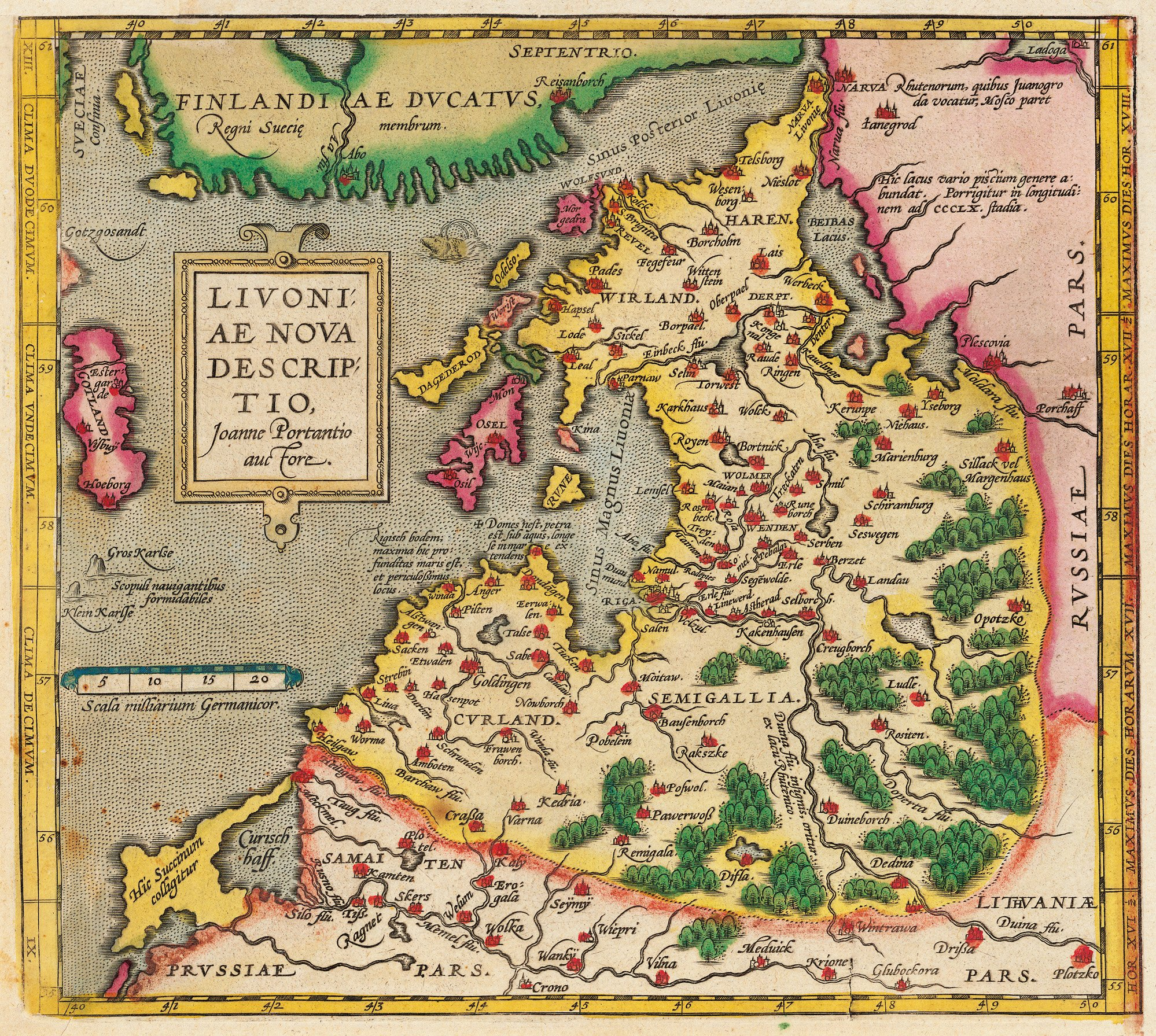
Karte von Livland im 15. Jahrhundert

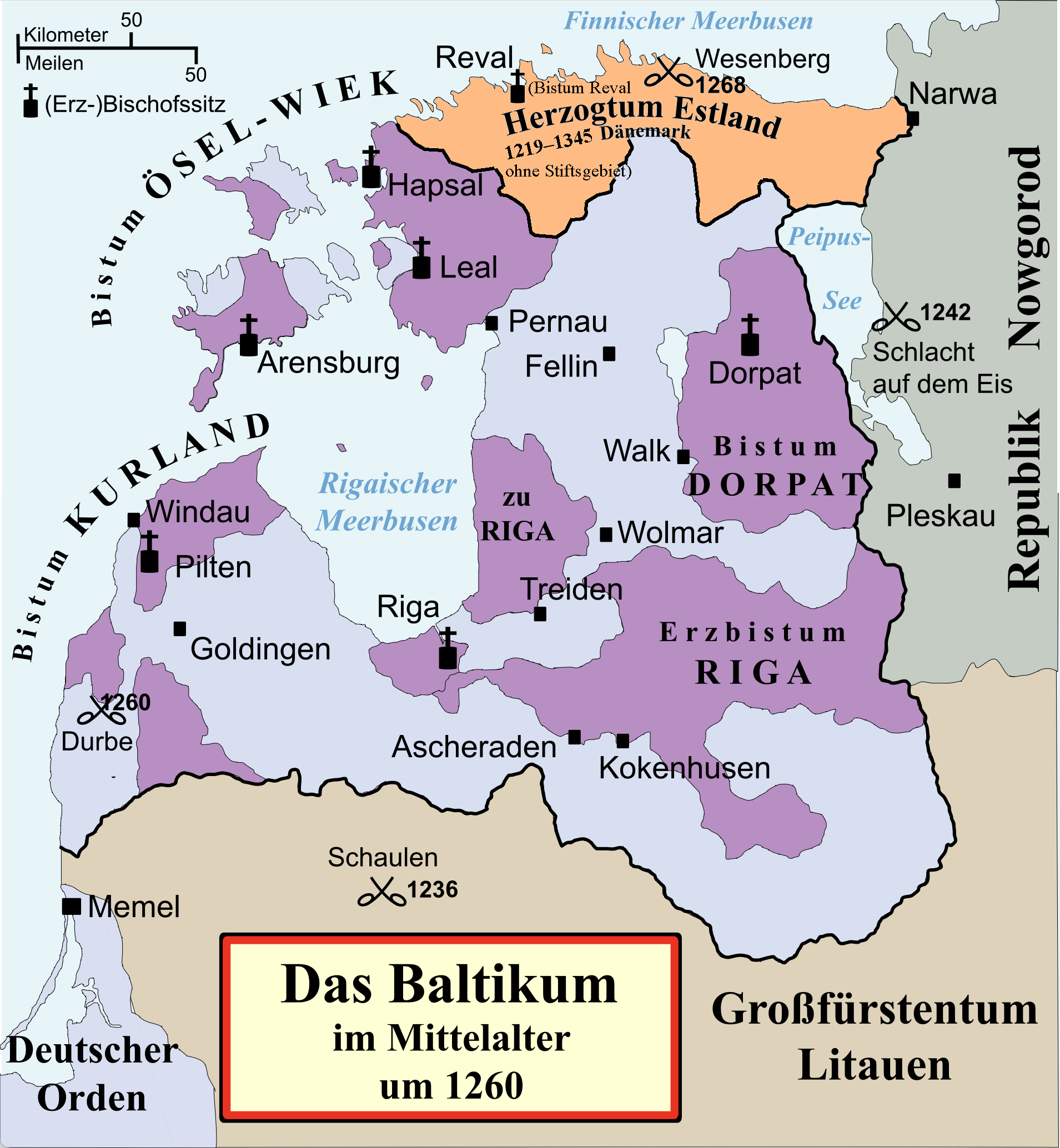
Karte der Livländischen Konföderation für 1260

Die Erzbischöfe von Riga teilten sich bis 1561 die Regierungsgewalt der Stadt Riga mit dem Rat und herrschten über das Erzbistum Riga.

## Bischöfe von Uexküll und Riga
Die Reihe der Bischöfe beginnt mit den ersten beiden Bischöfen von Uexküll (Lettland). Der erste Bischof von Riga war Albert von Buxthoeven (1199 bis 1229), wie wir von Münzfunden und der Chronik Heinrich von Lettlands wissen. Seit der Gründung Rigas 1201 hatte Albert seinen Sitz in der neuen Stadt in Livland (heute Lettland). Das Bistum Riga wurde Visby in Gotland unterstellt. Die vier Bistümer Preußens oder Ostpreußen (Pomesanien, Kulmerland, Samland und Ermland) unterstanden seit der Einrichtung des Erzbistums Riga 1255 dem Rigaer Erzbischof.

### Bischöfe von Uexküll
| Name                  | von  | bis  | Ergänzungen                          |
| --------------------- | ---- | ---- | ------------------------------------ |
| Meinhard von Segeberg | 1186 | 1196 | auch Meinhardus, Bischof von Uexküll |
| Berthold Schulte      | 1196 | 1198 | Bischof von Uexküll                  |

### Bischöfe von Riga
| Name                  | von  | bis  | Ergänzungen                                        |
| --------------------- | ---- | ---- | -------------------------------------------------- |
| Albert von Buxthoeven | 1198 | 1229 |                                                    |
| Nikolaus von Nauen    | 1229 | 1253 | keine Münzfunde für den Zeitraum von 1229 bis 1418 |

### Erzbischöfe von Riga
| Name                                     | von  | bis  | Ergänzungen                                                                                                 |
| ---------------------------------------- | ---- | ---- | --- |
| Albert II. Suerbeer                      | 1253 | 1273 | auch Erzbischof von Armagh (1240–1246) und Bischof von Lübeck (1247–1253)                                   |
| Johannes I. von Lune                     | 1273 | 1284 | |
| Johann II. von Vechta                    | 1285 | 1294 | auch de Vacata                                                                                              |
| Johann III. Graf von Schwerin            | 1294 | 1300 | |
| Isarnus von Fontiano                     | 1300 | 1302 | auch Erzbischof von Lund (1303–1310) und Erzbischof von Salerno (1310)                                      |
| Jens Grand                               | 1302 | 1304 | auch Erzbischof von Lund (1289–1303) und Erzbischof von Bremen (1310–1327)                                  |
| Friedrich von Pernstein                  | 1304 | 1341 | auch Baro                                                                                                   |
| Engelbert von Dolen                      | 1342 | 1347 | |
| Fromhold von Vifhusen                    | 1348 | 1369 | auch Fiefhusen                                                                                              |
| Siegfried von Blomberg                   | 1370 | 1374 | |
| Johann IV. von Zinten                    | 1374 | 1393 | |
| Johannes V. von Wallenrode               | 1393 | 1418 | auch Bischof von Lüttich (1418–1419), Neffe des Konrad von Wallenrode                                       |
| Johannes VI. Ambundi                     | 1418 | 1424 | |
| Henning Scharpenberg                     | 1424 | 1448 | |
| Silvester Stodewescher                   | 1448 | 1479 | |
| Stephan Grube                            | 1479 | 1484 | |
| Sedisvakanz                              | 1479 | 1484 | |
| Michael Hildebrand                       | 1484 | 1509 | |
| Jasper Linde                             | 1509 | 1524 | wegen Deflation keine neuen Pfennige                                                                        |
| Johannes VII. Blankenfeld                | 1524 | 1527 | auch Bischof von Reval (1514–1524) und Bischof von Dorpat, (1518–1527) wegen Deflation keine neuen Pfennige |
| Thomas Schöning                          | 1528 | 1539 | |
| Wilhelm von Brandenburg-Ansbach-Kulmbach | 1539 | 1561 | von 1561 bis 1581 war Riga Freie Reichsstadt und wurde damit säkularisiert, Wilhelm starb 1563              |

### Erzbischöfe von Riga nach Neugründung 1918
| Name                      | von  | bis  | Ergänzungen                                          |
| ------------------------- | ---- | ---- | ---------------------------------------------------- |
| Eduard O’Rourke           | 1918 | 1920 | auch erster Bischof vom Erzbistum Danzig (1926–1938) |
| Antonijs Springovičs      | 1920 | 1958 |                                                      |
| Sedisvakanz               | 1958 | 1991 | bedeutet: Sitz unbesetzt                             |
| Pēteris Strods            | 1958 | 1960 | Apostolischer Administrator                          |
| Julijans Kardinal Vaivods | 1964 | 1990 | Apostolischer Administrator                          |
| Jānis Cakuls              | 1990 | 1991 | Apostolischer Administrator                          |
| Jānis Kardinal Pujats     | 1991 | 2010 |                                                      |
| Zbigņevs Stankevičs       | 2010 |      |                                                      |